# Athyrma ganglio
Athyrma ganglio là một loài bướm đêm trong họ Erebidae.